# أوريغن (ويسكونسن)
أوريغن (بالإنجليزية: Oregon, Wisconsin) هي بلدة تقع في الولايات المتحدة في مقاطعة دان (ويسكونسن). يقدر عدد سكانها بـ 9,231 نسمة ومساحتها 11.45 كم2وترتفع عن سطح البحر 321 متر.

## التركيبة السكانية
قام مكتب تعداد الولايات المتحدة بتحديد بيانات التركيبة السكانية لأوريغون في تعداد الولايات المتحدة. في ما يلي، التركيبة السكانية حسب تعدادي 2000 و2010.

### تعداد عام 2000
بلغ عدد سكان أوريغون 7,514 نسمة بحسب تعداد عام 2000، وبلغ عدد الأسر 2,796 أسرة وعدد العائلات 2,071 عائلة مقيمة في القرية. في حين سجلت الكثافة السكانية 2,451.2 نسمة لكل ميل مربع (946.4/كم2). وبلغ عدد الوحدات السكنية 2,895 وحدة بمتوسط كثافة قدره 944.4 نسمة لكل ميل مربع (364.6/كم2).
وتوزع التركيب العرقي للقرية بنسبة 97.71% من البيض و0.19% من الأمريكيين الأصليين و0.67% من الأمريكيين ذوي الأصول الآسيوية و0.56% من الأمريكيين الأفارقة و0.69% من عرقين مختلطين أو أكثر.
بلغ عدد الأسر 2,796 أسرة كانت نسبة 43.5% منها لديها أطفال تحت سن الثامنة عشر تعيش معهم، وبلغت نسبة الأزواج القاطنين مع بعضهم البعض 61.9% من أصل المجموع الكلي للأسر، ونسبة 8.8% من الأسر كان لديها معيلات من الإناث دون وجود شريك، وكانت نسبة 25.9% من غير العائلات. تألفت نسبة 20.4% من أصل جميع الأسر من أفراد ونسبة 7.3% كانوا يعيش معهم شخص وحيد يبلغ من العمر 65 عاماً فما فوق. وبلغ متوسط حجم الأسرة المعيشية 3.10، أما متوسط حجم العائلات فبلغ 2.66.
بلغ العمر الوسطي للسكان 34 عاماً. وكانت نسبة 30.5% من القاطنين تحت سن الثامنة عشر، وكانت نسبة 5.9% بين الثامنة عشر والأربعة وعشرون عاماً، ونسبة 34.5% كانت واقعةً في الفئة العمرية ما بين الخامسة والعشرون حتى والأربعة وأربعون عاماً، ونسبة 20.3% كانت ما بين الخامسة والأربعون حتى الرابعة والستون، ونسبة 8.7% كانت ضمن فئة الخامسة والستون عاماً فما فوق. يوجد لكل 100 أنثى 94.6 ذكر، ويوجد لكل 100 أنثى في الثامنة عشر من عمرها فما فوق 88.8 ذكر.
بلغ متوسط دخل الأسرة في القرية 56,584 دولار، أما متوسط دخل العائلة فبلغ 65,518 دولار. وكان متوسط دخل الذكور 43,015 دولار مقابل 30,791 دولار للإناث. وسجل دخل الفرد الخاص بالقرية 23,650 دولار. وكانت نسبة 1.8% من العائلات ونسبة 3.3% من السكان تحت خط الفقر، وكان من هؤلاء نسبة 3.4% تحت سن الثامنة عشر ونسبة 10.0% في الخامسة والستين من العمر وما فوق.

### تعداد عام 2010
بلغ عدد سكان أوريغون 9,231 نسمة بحسب تعداد عام 2010، وبلغ عدد الأسر 3,589 أسرة وعدد العائلات 2,527 عائلة مقيمة في القرية. في حين سجلت الكثافة السكانية 2,088.5 نسمة لكل ميل مربع (806.4/كم2). وبلغ عدد الوحدات السكنية 3,775 وحدة بمتوسط كثافة قدره 854.1 لكل ميل مربع (329.8/كم2).
وتوزع التركيب العرقي للقرية بنسبة 95.4% من البيض و0.2% من الأمريكيين الأصليين و0.8% من الأمريكيين ذوي الأصول الآسيوية و0.2% من سكان جزر المحيط الهادئ و1.2% من الأمريكيين الأفارقة و1.5% من عرقين مختلطين أو أكثر.
بلغ عدد الأسر 3,589 أسرة كانت نسبة 40.8% منها لديها أطفال تحت سن الثامنة عشر تعيش معهم، وبلغت نسبة الأزواج القاطنين مع بعضهم البعض 55.6% من أصل المجموع الكلي للأسر، ونسبة 10.3% من الأسر كان لديها معيلات من الإناث دون وجود شريك، بينما كانت نسبة 4.5% من الأسر لديها معيلون من الذكور دون وجود شريكة وكانت نسبة 29.6% من غير العائلات. تألفت نسبة 23.8% من أصل جميع الأسر من أفراد ونسبة 7.9% كانوا يعيش معهم شخص وحيد يبلغ من العمر 65 عاماً فما فوق. وبلغ متوسط حجم الأسرة المعيشية 3.04، أما متوسط حجم العائلات فبلغ 2.55.
بلغ العمر الوسطي للسكان 37 عاماً. وكانت نسبة 28.6% من القاطنين تحت سن الثامنة عشر، وكانت نسبة 6.1% بين الثامنة عشر والأربعة وعشرون عاماً، ونسبة 28.8% كانت واقعةً في الفئة العمرية ما بين الخامسة والعشرون حتى والأربعة وأربعون عاماً، ونسبة 26.8% كانت ما بين الخامسة والأربعون حتى الرابعة والستون، ونسبة 9.6% كانت ضمن فئة الخامسة والستون عاماً فما فوق. وتوزع التركيب الجنسي للسكان بنسبة 47.8% ذكور و52.2% إناث.